# Калишер, Цви-Гирш
Цви-Гирш Калишер (1795—1874) — раввин, один из основоположников сионизма.
Ещё в раннем возрасте обнаружил блестящие способности и прославился, как один из наиболее даровитых учеников р. Акивы Эгера, р. Якова Лиссы и других светил тогдашнего раввинского мира Германии. Молодым ещё человеком Калишер занял место раввина в Торне, причём отказался от всякого вознаграждения. В 1842 или 1843 г. он издал «Эвен бохен» (אבן בחן), комментарий к 89 главе «Хошен мишпат» (חושן משפט) — отрывок из его трёхтомного труда «Мознаим ле-мишпат» (מאזניים למשפט), первые две части которого вышли в 1855 году, третья осталась в рукописи. В своём сочинении «Эмуна яшара» (1843—1871 אמונה ישרה), содержащем метафизические исследования по многим вопросам религиозной философии, Калишер обнаружил основательное знакомство со средневековой еврейской и новейшей философией; некоторые изложенные в нём взгляды вызвали усиленную полемику, на которую Калишер откликнулся рядом статей и заметок в «ха-магид», «ха-леванон» и «ха-иври». В этих же журналах Калишер выступал и против идейных поборников религиозной реформы Авраама Гейгера и его единомышленников; в «Orient» Калишер выступил против Самуила Гольдгейма по вопросу об обрезании.
Калишер — один из первых проповедников палестинофильских идей. Ещё в 1832 г. он задумывался над вопросом о заселении Палестины еврейскими земледельцами. В письмах к рав. Акиве Эгеру и Моисею Соферу он цитатами из пророчеств Исайи и талмудических и раввинских авторитетов старался доказать, что исход евреев из изгнания («галут эдом») свершится естественным путём, и что лишь после того как в Святой Земле сконцентрируется значительное еврейское население, станет возможным появление Мессии. Он предлагал поэтому представителям еврейства заняться двойной работой: добиться у турецкого султана разрешения приносить на горе Мория (Храмовая гора) жертвы по еврейскому обряду и приступить к основанию в Палестине еврейских земледельческих поселений под покровительством европейских держав. Пропаганде этой заветной мечты Калишер посвятил своё наиболее известное сочинение דרישת ציון «Дришат Цион» (1862, 2 изд. Торн, 1866, 8 изд. Варшава, 1899, немецкий перевод Попера под заглавием «Herstellung Zions», Торн, в 1865 г.), трактующее о формах будущего исхода из галута, о необходимости колонизации Палестины и о допустимости, с точки зрения еврейской религии, принесения жертв на месте жертвенника на Храмовой горе в Иерусалиме до восстановления храма. Это сочинение произвело большое впечатление, и под его влиянием сильно возросло число сторонников франкфуртского еврейского общества заселения Палестины (חברה ליישוב ארץ ישראל) (нем. Israelistischer Verein zur Kolonisation von Palästina), основанного в 1861 г. рав. Хаимом Лурье. Вопросу о допустимости принесения жертв на Храмовой горе в наше время, с точки зрения иудаизма Калишер посвятил сочинение под названием «שלום ירושלים» — Шлом Йерушалаим (Торн, 1868). Для пропаганды идей нового общества Калишер совместно с Лурье стал разъяснять его задачи в еврейских газетах (ср. «ха-магид», 1862, № 26, 45 и др.) чем вызвал к себе одобрение и сочувствие известных раввинов и общественных деятелей (р. Израиля Салантера, р. Элиягу Гутмахера, М. Монтефиоре, Альберта Кона, Натана Адлера).
Агитация Калишера способствовала тому, что Alliance Israélite основал в Палестине поселение «Микве-Исраэль». Когда вследствие внутренних трений и противодействия иерусалимских ортодоксов франкфуртский кружок распался, Калишер совместно с рав. Элиягу Гутмахером опубликовал в 1866 г. воззвание на еврейском и немецком языках под заглавием «קול קורא» об основании нового поселенческого общества, в кассу которого каждый имущий еврей обязан вносить не менее 2 талеров в год. Общество особого успеха не имело; на собранные деньги впоследствии был куплен участок земли в Палестине, вблизи гробницы праматери Рахели, который остался незаселённым.
Калишер является автором «Сейфер ха-брит» (комментария к Пятикнижию, напечатанного в варшавском издании Пятикнижия, 1875) и «Йецият Мицраим» (комментария к Агаде).